# Guerra civile moscovita
Con guerra civile moscovita, anche detta grande guerra feudale, si fa riferimento a una serie di conflitti perdurati durante l'intero regno di Basilio II di Russia. Le due parti in lotta furono Basilio II, granduca di Mosca, e suo zio Jurij Dmitrievič, principe di Zvenigorod, e i figli di Jurij Dmitrievič Basilio Kosoy e Dmitrij Šemjaka, dall'altra. Nello stadio intermedio, il partito di Jurij conquistò Mosca, ma alla fine Basilio II riprese la sua Corona. Questa guerra civile corrispose «[al]l'unica guerra di successione nella storia del Granducato di Mosca», la cui ampia crescita pacifica era stata spiegata con l'assenza di conflitti nella famiglia regnante.

## Contesto storico
L'invasione mongola della Rus' di Kiev degli anni 1236-1241 lasciò i principati russi soggiogati all'Orda d'Oro. Dal XIII al XV secolo il Khan dell'Orda d'Oro nominava il Gran principe, che nel XIV secolo risiedeva a Mosca. Nel XIII secolo la Russia medievale consisteva in un insieme di principati deboli e relativamente piccoli, che si combattevano alleandosi di volta in volta uno contro l'altro. Malgrado questa situazione, Stati più grandi come il Granducato di Mosca e la Repubblica di Novgorod progressivamente conquistarono o assorbirono i più piccoli. Uno dei Principati più grandi, il Granducato di Mosca, crebbe grazie a una serie di intelligenti politiche e divenne il più grande della Russia centrale. Nel 1380 Demetrio Donskoj, Principe di Mosca, cercò di combattere anche le truppe dell'Orda d'Oro e le sconfisse nella grande battaglia di Kulikovo, malgrado la rilevanza di questo scontro sia stata in seguito decisamente accresciuta. Sebbene formalmente Mosca rimanesse dipendente dall'Orda e la nomina di Principe dovesse essere approvata dal Khan, la Moscovia era divenuta la più forte potenza locale e i suoi Principi puntavano a conquistare le rimanenti terre attorno alla capitale per annetterle al Granducato.

## Primo periodo (1425-1434)

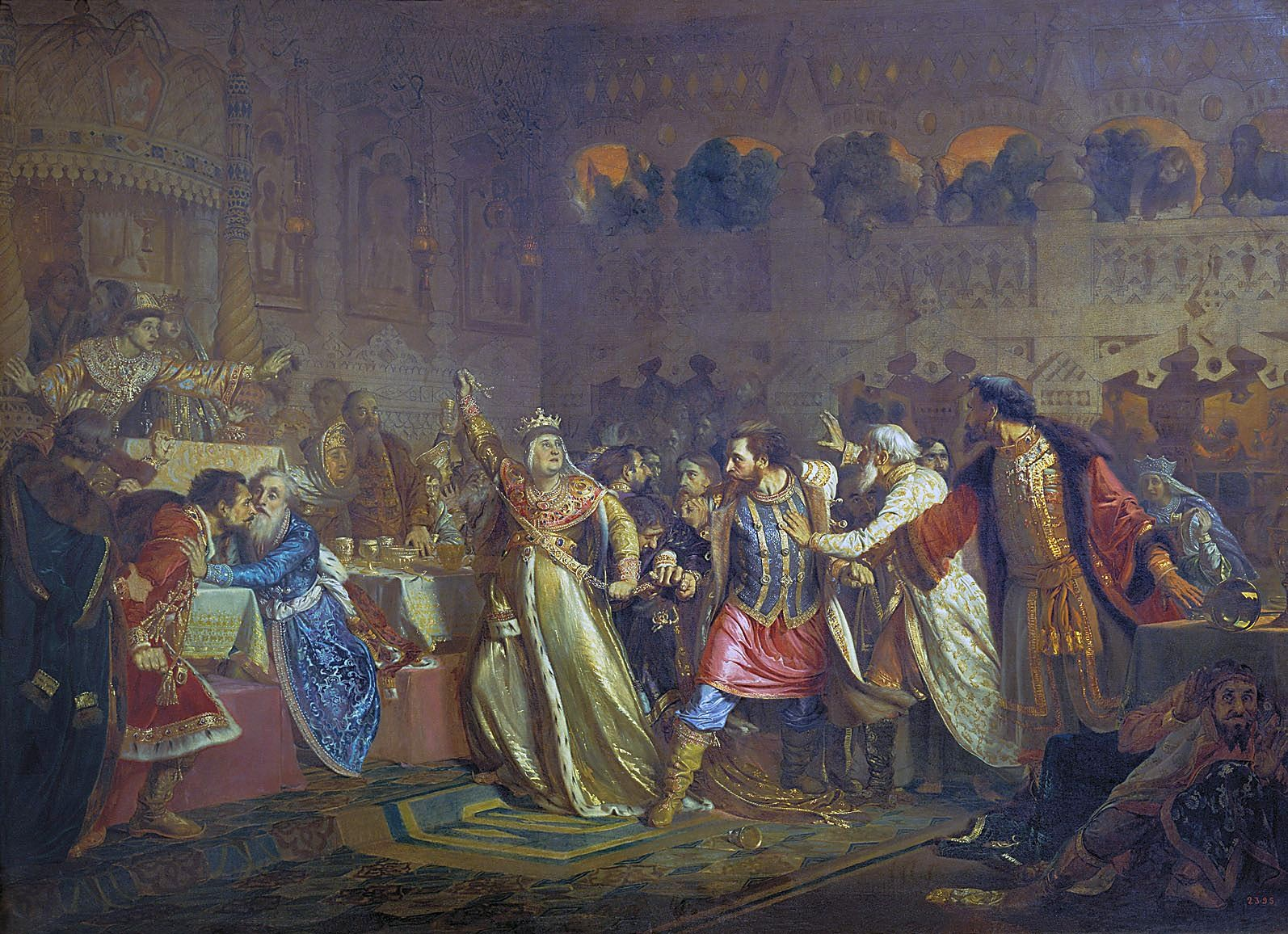
Sofia di Lituania insulta Vasily Kosoy durante una festa di matrimonio. Dipinto di Pavel Chistyakov

Nel 1389 Demetrio Donskoj spirò dopo aver designato il figlio Basilio come suo successore: questa nomina fu contestata da suo cugino Vladimir Andrejevič e dal figlio di quest'ultimo, ma essi furono soppressi poco tempo dopo. Il padre morente aveva posto come condizione che se Basilio fosse morto bambino, suo fratello, Jurij Dmitrijevitč, sarebbe stato il suo successore. Basilio I morì nel 1425 lasciando un figlio, Basilio, che egli nominò Gran Principe (conosciuto come Basilio II). Ciò era contrario alle norme in vigore, che il fratello più anziano vivente, e non il figlio, doveva essere incoronato. Jurij divenne così un pretendente al trono e mosse da Zvenigorod, la sua residenza primaria, verso Galič, per essere più lontano da Mosca.
Nel 1428 Jurij Dmitrievič cedette formalmente, sotto le pressioni del metropolita Fozio, che si era recato personalmente a Galič. Più tardi, nel 1431, Jurij decise di concorrere per il titolo di principe di Mosca, scatenando ulteriori tumulti. Questi dispose in favore di Basilio II e in aggiunta impose a Jurij di cedere a Basilio la città di Dmitrov, da lui posseduta. Il pretesto formale per una guerra fu trovato nel 1433, quando, durante la festa di matrimonio di Basilio, sua madre, Sofia di Lituania, insultò pubblicamente Basilio Jurijevič, il figlio di Jurij. Entrambi i figli di Jurij, Basilio e Demetrio, mossero verso Galič e radunarono un esercito che sconfisse quello di Basilio II, circostanza che spalancò così le porte per Mosca.

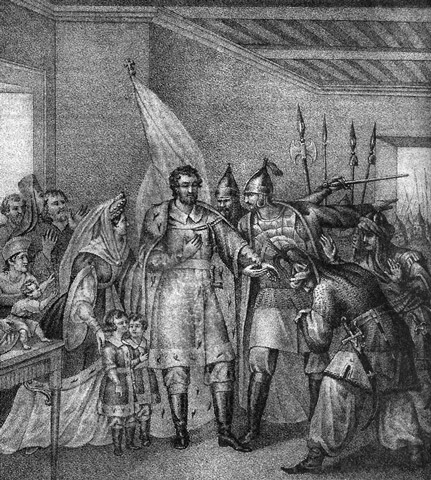
I boiardi moscoviti promettono il loro appoggio al detronizzato Basilio II

Quindi Jurij Dmitrievič entrò in Mosca, si auto-dichiarò Gran principe e costrinse Basilio II a peregrinare in varie città russe in cerca di rifugio. Alla fine tuttavia, egli non si dimostrò un efficiente capo di Stato, essendosi alienati alcuni moscoviti che fuggirono a Kolomna, così come persino il proprio figlio. Infine, Jurij si alleò con Basilio II contro i suoi figli e restituì il principato di Mosca a Basilio II, che, a sua volta, prese a perseguitare i sostenitori di Jurij. Basilio inviò quindi un esercito contro i cugini, figli di Jurij, Basilio Jurevič e Dmitrik Šemmaka, nel 1434. Il suo esercito fu sconfitto in una battaglia determinante, nella quale le truppe di Jurij combattevano contro Basilio. Quest'ultimo conquistò Galič e Jurij si schierò apertamente con i suoi figli; l'esercito di Basilio II fu infine sconfitto presso Rostov. Jurij divenne nuovamente il principe di Mosca e si preoccupò immediatamente di trovare nuovi alleati che potessero sostenerlo nella sua causa, ma morì all'improvviso e suo figlio Basilio Kosoy ne divenne il successore. In quel frangente, Basilio II si trovava a Nižnij Novgorod e si stava preparando a recarsi presso l'Orda per fomentare una protesta con il Khan.

## Secondo periodo (1434-1436)
I fratelli di Basilio Jurijevič, Dmitrij Šemjaka e Dmitrij Krasnij, rifiutarono di concedergli qualsiasi aiuto. Ritenendo che Basilio non sarebbe stato in grado di tenere Mosca a lungo, essi preferirono allearsi con Basilio II, cosicché infine essi avrebbero potuto ottenere da lui territori in più. In effetti Basilio diede Ržev e Uglič a Dmitry Šemjaka e Bežeck a Dmitrij Krasnij. Basilio Jurijevič fu cacciato da Mosca e perse anche Zvenigorod a favore di Basilio II, rimanendo privo di territori e costretto a fuggire a Velikij Novgorod.
Nel 1435, Basilio radunò un esercito a Kostroma e mosse in direzione di Mosca. Egli perse la battaglia contro Basilio II sulle rive del fiume Kostroma e fuggì a Kašin. Quindi egli tentò di conquistare Vologda e raccolse un nuovo esercito con il sostegno di Vyatka. Con questo nuovo esercito egli mosse nuovamente verso sud e incontrò Basilio II a Kostroma. I due eserciti si fronteggiavano sulle rive del fiume Kostroma senza affrontarsi immediatamente. Prima che iniziassero a combattere, i due cugini conclusero un trattato di pace. Basilio Jurijevič riconobbe Basilio II come Gran principe e ottenne Dmitrov. Comunque egli passò solo un mese a Dmitrov e poi mosse su Kostroma e successivamente su Galič e su Velikij Ustjug. Qui l'esercito, che si era formato a Vyatka e che aveva sostenuto Jurij Dmitrievič a lungo, si allineò a Basilio. Basilio Jurijevič saccheggiò Velikij Ustjug e volse nuovamente verso sud. All'inizio del 1436 egli perse una battaglia contro Basilio II a Skorjatino, vicino a Rostov, e fu catturato.
Successivamente, quando la popolazione di Vyatka continuava ad attaccare le terre appartenenti al Gran principe, Basilio II ordinò di accecare Basilio Jurjievič; da allora questi fu chiamato Basilio Kosoy, ovvero «il Cieco». Egli visse fino al 1447 o 1448, ma le cronache tra il 1436 e il 1448 non ne parlano; apparentemente egli rimase prigioniero per tutto quel tempo. Allo stesso tempo Basilio II liberò Dmitrij Krasnij, che era stato esiliato a Kolomna, e concluse con lui un trattato di pace simile a quello concluso prima con Basilio Kosoy, restituendo a Šemjaka tutte le sue terre.

## Terzo periodo (1436-1453)

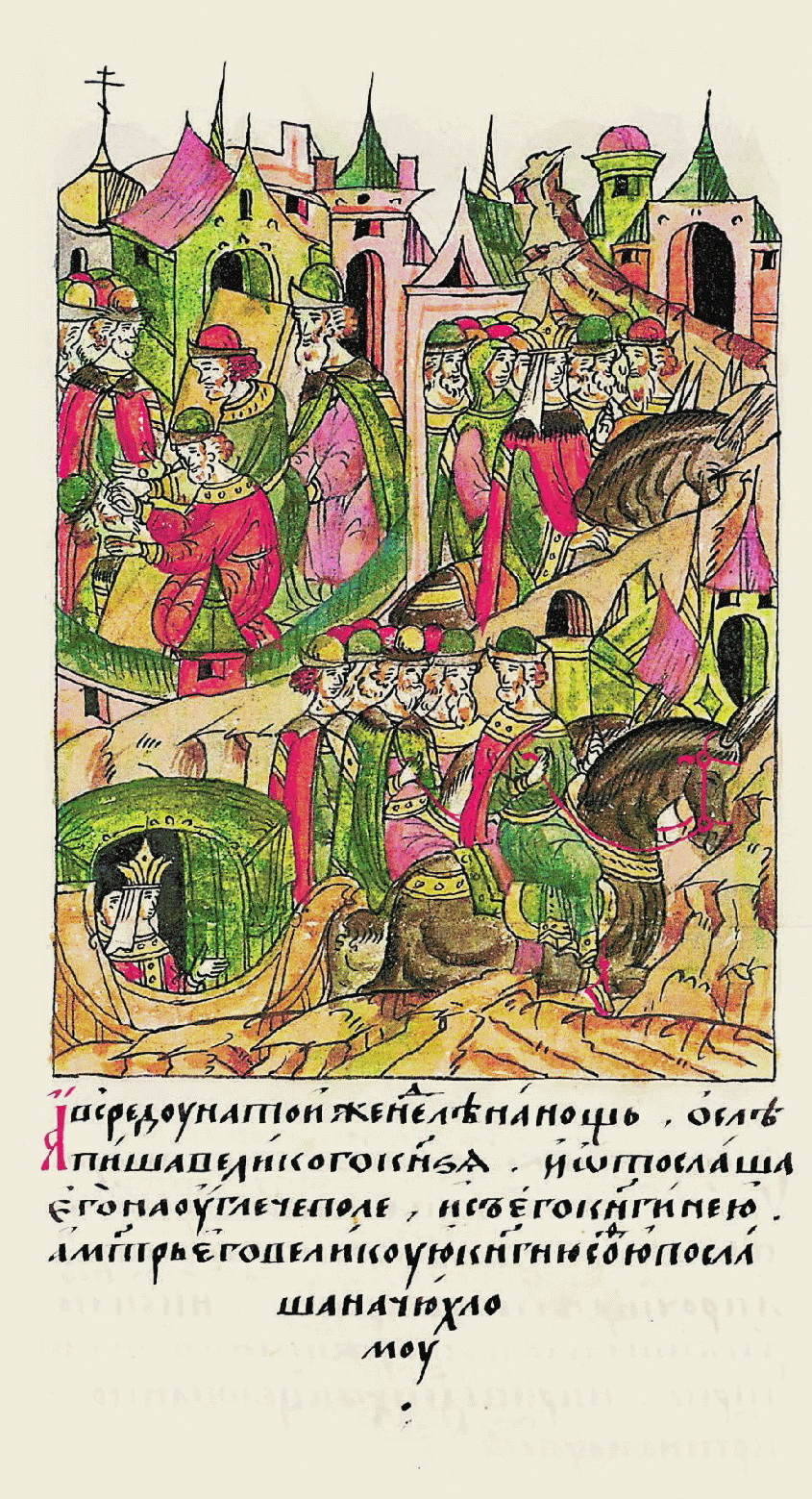
L'accecamento di Basilio II in una miniatura dalla Cronaca illustrata di Ivan il Terribile

All'inizio degli anni 1440 Basilio II fu in gran parte impegnato nelle guerre contro il Khanato di Kazan'. Il khan, Ulugh Muhammad, assediò Mosca nel 1439, ma Dmitrij Šemjaka, nonostante il giuramento di fedeltà, non corse in aiuto di Basilio. Dopo che i tartari se ne andarono, Basilio diede la caccia a Šemjaka, costringendolo nuovamente a fuggire a Velikij Novgorod. Nel 1444 i tartari, sotto la guida di Mustafa Khan, la guida dell'Orda d'Oro, saccheggiò le terre di Rjazan', prima di venire sconfitto da un esercito assai più numeroso inviato da Basilio. Nel 1445, Ulugh Muhammad conquistò Nižnij Novgorod, venendo dapprima sconfitto in una piccola battaglia presso Murom e vincendo poi un secondo grande scontro a Suzdal'; in quell'occasione catturò, fra i vari eminenti moscoviti, Basilio II. Basilio fu rilasciato a seguito di alcune trattative, con la promessa da parte sua del pagamento di un enorme riscatto. Ciò comportò un aumento delle tasse e, in conseguenza, uno scontento che rafforzò il partito di Dmitrij Šemjaka.  All'inizio del 1446, Basilio II venne catturato nel Monastero della Trinità di San Sergio, portato a Mosca, accecato, e quindi inviato a Uglič.
Šemjaka incominciò a regnare come Principe di Mosca. Nell'autunno del 1446 andò a Uglič per cercare di rappacificarsi con Basilio. Essi conclusero un accordo, Basilio prestò un giuramento di fedeltà e promise di non aspirare più al Gran Principato; in compenso egli fu rilasciato e ottenne Vologda come suo possedimento.
A Vologda, Basilio si recò nel Monastero di San Cirillo di Beloozero e l'igumeno lo sciolse dal giuramento. Basilio iniziò immediatamente i preparativi per la guerra, di nuovo contro Šemjaka. Quest'ultimo e il suo alleato, il principe Ivan di Možajsk, governavano in maniera inefficiente, in quanto non furono in grado di attrarre degli alleati e spinsero la nobiltà a cominciare a lasciare Mosca alla volta Vologda. Basilio cercò altresì di allearsi con i Tartari del Kazan. Alla fine del 1446, mentre Dmitrij Šemjaka era a Volokolamsk, l'esercito di Basilio II entrò in Mosca. Basilio allora iniziò a dar la caccia a Šemjaka e a Ivan di Možajsk.
Nel 1447 essi cercarono la pace e accettarono la superiorità di Basilio. Ciò non di meno Dmitrij Šemjaka continuò a resistere, cercando di attrarre alleati e raccogliendo eserciti sufficienti a combattere contro Basilio. Nel 1448, Basilio diede inizio all'intervento militare, che comprendeva gran parte delle terre del nord fino a Velikij Ustjug e che continuò, con qualche breve interruzione, fino al 1452, quando Šemjaka fu finalmente sconfitto e fuggì a Novgorod. Nel 1453, egli fu avvelenato su diretto ordine di Basilio.
Successivamente Basilio cercò di rimuovere tutti i principi locali, che prima avevano sostenuto Šemjaka. In particolare Ivan di Možajsk dovette fuggire con la propria famiglia nella Lituania e il Principato di Možajsk divenne parte della Moscovia. Parimenti il Principato di Serpuchov entrò a far parte del Granducato e quello di Vereja rimase il solo Stato indipendente nelle terre moscovite.